# Koyori
Koyori (en georgiano: კოჯორი) es un asentamiento urbano de Georgia ubicado en el suroeste del área metropolitana de Tiflis. En la época soviética, Koyori era considerado uno de los mejores pueblos turísticos de Georgia, junto con centros turísticos tan famosos como Boryomi y Bakuriani.

## Geografía
Koyori está en las estribaciones de la cordillera de Trialeti, a 18 km del centro de Tiflis. 

## Historia
La actual localidad de Koyori se llamaba anteriormente Agarani, y la propiedad de verano de los reyes georgianos que se elevaba en sus inmediaciones, era la fortaleza de Agarata (actualmente conocida como fortaleza de Koyori). Esta fortaleza fue de gran importancia estratégica para la Georgia feudal, pues cruzaba la única carretera que conducía de Somjit-Sabaratiano a Tiflis. La enferma reina Tamara de Georgia vivió en la fortaleza de Koyori con su séquito durante más de un año y medio.
Sin embargo, a pesar de su importancia estratégica, se utilizó principalmente como residencia de verano. Según Vajushti de Kartli, el rey Rustam convirtió a Koyori en la residencia de los reyes. 
Desde los años 50 del siglo XIX, Koyori se ha convertido en la residencia de verano del gobernador del rey de toda Transcaucasia, y muchas personas famosas venían a descansar aquí, incluidos grandes escritores georgianos y figuras públicas.
Hasta 2008, Koyori formaba parte del municipio de Gardabani de la región de Baja Iberia pero actualmente el asentamiento de tipo urbano está dentro de la ciudad de Tiflis. Una base militar georgiana se encuentra en Koyori, atacada por Rusia en la guerra ruso-georgiana de 2008. En 2010, la ciudad militar se puso a la venta en varias subastas que, sin embargo, no tuvieron éxito. En 2013, el ministerio de defensa de Georgia anunció su intención de abrir un centro de entrenamiento militar en la base de Koyori.

## Demografía
La evolución demográfica de Koyori entre 1970 y 2014 fue la siguiente:
| 3032                                            | 2005 | 1753 | 1867 | 1232 |
| (Fuente: Population of Georgia in Soviet times) |      |      |      |      |

Según el censo de 2014, los georgianos constituían el 96,2% de la población local, los griegos el 1,6% y los rusos, el 0,8%. Al menos 100 familias de refugiados de Abjasia se han registrado oficialmente en Koyori desde principios de la década de 1990.

## Economía
En las inmediaciones del pueblo se ubicaron varios sanatorios de montaña, ubicados en una pintoresca zona boscosa, con pequeños ríos y cascadas. Se creía que el clima del balneario es especialmente favorable para el tratamiento de enfermedades pulmonares.

## Infraestructura

### Arquitectura, monumentos y lugares de interés
En las cercanías de Koyori se encuentran las ruinas de la fortaleza de Koyori (siglo IX), las ruinas de un monasterio (siglo XIII) y el monasterio de Udzo. A la entrada de Kojori en los años 90 del siglo pasado se erigió el memorial Junkers, en memoria de los junkers (cadetes) georgianos que murieron en 1921 en la batalla con las unidades del Ejército Rojo que avanzaban sobre Tiflis.

## Personas ilustres
- Aram Jachaturián (1903-1978): compositor y director soviético armenio, considerado uno de los principales compositores soviéticos.